# Orlen Nations Grand Prix

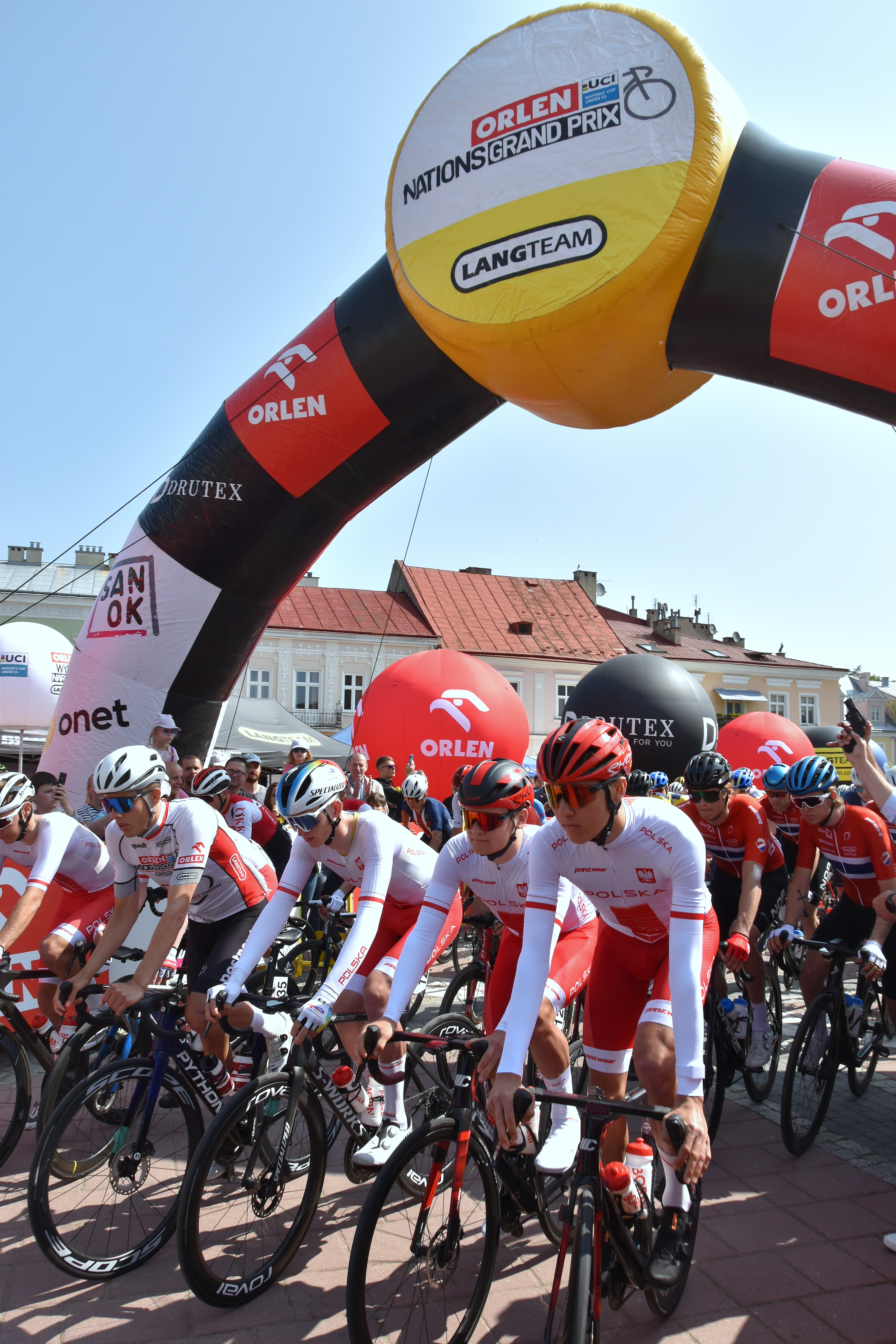
Orlen Nations Grand Prix in Sanok (2023)

Der Orlen Nations Grand Prix ist ein Straßenradrennen für Männer der Kategorie U23 in Polen.
Der Wettbewerb wurde 2019 erstmals ausgetragen und ist Bestandteil des UCI Nations’ Cup U23. Der Orlen Nations GP ist ein Etappenrennen, das über zwei Etappen geht. Hauptsponsor und Namensgeber ist der Orlen.

## Siegerliste
| Jahr | Sieger              | Zweiter          | Dritter         |
| ---- | ------------------- | ---------------- | --------------- |
| 2019 | Nicolas Prodhomme   | Andreas Kron     | Ilan Van Wilder |
| 2020 | Olav Kooij          | Mick van Dijke   | Daan Hoole      |
| 2021 | Marijn van den Berg | Kim Heiduk       | Pavel Bittner   |
| 2022 | Morten Nørtoft      | Leslie Lührs     | Gleb Karpenko   |
| 2023 | Gal Glivar          | Davide Piganzoli | Hannes Wilksch  |
| 2024 | Mathys Rondel       | Brieuc Rolland   | Arno Wallenborn |